# Бобровець
Бобровець — струмок в Україні, у Долинському районі Івано-Франківської області, правий доплив Сукілі (басейн Дністра).

## Опис
Довжина струмка приблизно 3 км.

## Розташування
Бере початок у лісовому масиві на захід від села Церковна. Тече переважно на північний захід і у селі Поляниця впадає у річку Сукіль, ліву притоку Свічі.